# Мородунка
Мородунка (Xenus cinereus) — птах невеликих розмірів із ряду сивкоподібні родини баранцевих з короткими ногами та довгим, ледь загнутим догори дзьобом. Зовні цей птах нагадує набережника. В Україні гніздовий, перелітний вид.

## Опис
Довжина тіла 22—25 см, розмах крил 38—42 см, вага 55—120 г. Кулик невеликого розміру, активний та рухливий птах. Добре відрізняється від інших куликів одноманітним буро —сірим оперенням, з темними лініями на спинному боці. Дзьоб довгий, ледь загнутий догори, бурого кольору, на кінці чорний, а біля основи жовтуватий. Ноги оливкові або жовтуваті.
Пухове пташеня зверху буро-сіре з чорною смугою по середній лінії голови і спини. Є чорні плями з боків тулуба і на кінчиках крила, чорна лінія проходить по вуздечці і за оком. Нижня сторона тіла біла, шия жовтувато-сірого відтінку.
Молодий птах нагадує дорослу особину, але спина має більш рудувате забарвлення і з більш світлими облямівками пір'я, воло з вохристо-димчастим нальотом.
Дорослий птаху весняному оперенні. Лоб і коротка брова білуваті, вузька смуга, що проходить через око, темно-бура. Верх голови і тіла сіро-бурий з вузькими чорними штрихами. Через плечові пера і махові пера третього порядку з кожного боку проходить по широкій чорній смужці, які при складених крилах утворюють фігуру, схожу на римську цифру V. Малі і зовнішні верхні покривні пера крила темніші, чорно-бурого кольору. Пера попереку і верхні покривні пера хвоста світліші. Боки голови, шиї і грудей світло-бурі. Решта нижньої сторони тіла біла. Першорядні махові пера чорно-бурі з світлішими плямами вздовж краю внутрішнього опахала. Стрижень першого махового пера білий. Другорядні махові пера білі, при основі темно-бурі. Стернові пера світлого забарвлення. Це оперення мородунки носять з квітня або травня до серпня.

## Поширення

### Місця перебування
Ареал мородунки розташований в лісовій, лісотундрової, лісостеповій зонах Євразії від Фінляндії, Білорусі та північної України й на сході материка до Чукотського хребта і басейну Анадиру. На території України гніздиться в басейні Десни та Середнього Дніпра. Місця гніздування мородунок в Україні — це випаси з низькою травою. Таким місцям властиві ділянки відкритих мулистих і піщаних берегів, калюжі і затоки з іржавими через вихід болотних руд берегами і водою. Іржаві водойми, очевидно, є улюбленим місцем перебування мородунок, бо і в період перельоту вони часто тримаються в таких місцях. В інших частинах ареалу мородунки гніздяться на болотистих берегах річок і озер, що заросли кущами і лозою і де є грузькі мулисті береги. Найсприятливіші місця для гніздування мородунок розташовані в долинах річок, де є багато маленьких озер і калюж, що чергуються з заплавними луками.

### Гніздовий ареал
Улюбленими місцями гніздування мородунки є річки і струмки з піщаними, мулистими або кам'янистими мілинами і пов'язаними з ними хоча б невеликі сухі луги. На мілинах кулики розшукують їжу, на луках влаштовують гнізда. Іноді живуть і поблизу ставків.
Гніздиться в лісовій, лісотундровій та лісостеповій зонах Євразії, від Фінляндії, Білорусі та північної України на схід до Чукотського хребта і басейну Анадиру. Загальна чисельність гніздових пар в Європі за оцінками фахівців, не перевищує 415—680 пар. У Білорусі птахи гніздяться в основному в південній частині республіки: у заплаві річки Прип'ять та деяких її приток, річок Сож, Дніпро на північ до Жлобина. Найбільшим стабільним поселенням мородунок в Білорусі вважається заплавний луг в околицях міста Турів. 
В Україні мородунки заселяють північну частину країни.
Основна ділянка гніздового ареалу знаходиться на території Росії на схід від Білого моря і Новгородської області. Найпівнічніші гніздові ділянки були задокументовані на півострові Канін в долині річки Чижа, в дельті Печори, в гирлі Адзьва, на Єнісеї, на Таймирі у верхів'ях річки Мойера в районі озера Єссей, на Лені. З півдня ареал обмежений верхів'ями Дніпра і Дону, Рязанської та Нижньогородської областями.

### Зимовий ареал
На зимуванні мородунка доходить до Східної Африки, а в західній — на південь до острова Маврикія і до Мадагаскару ; зимує в Аравії , Індії, в Індокитаї, на Зондських островах, в Австралії та Тасманії. Буває на осінньому прольоті в Полтавській та Чернігівській областях — на Дніпрі та у Києва (спостерігалися і влітку); пролітає в Курській, Воронезькій і Харківській області, але південніше в степовій місцевості не відзначена.

## Розмноження
Токування самців мородунки починається незабаром після прильоту. Токують вони, літаючи дугами, тобто піднімаються по похилій вгору, часто тріпаючи крилами, кілька секунд затримуються у височині, а потім косо спускаються на майже нерухомих крилах. Токуючи на землі, самці розпускають хвіст та піднімають крила. Гнізда являють собою ямки 1З—14 см завширшки з підстилкою, яка може складатися із різноманітних сухих паличок, корінців і трави. Гнізда зазвичай розташовуються майже відкрито, в низькорослій обгризеній худобою траві, недалеко від берегів річки. В повній кладці чотири яйця, як виняток — п'ять, іноді, що також буває досить рідко — тільки два або три. Яйця насиджуються самкою протягом 21 дня. Завершення відкладання яєць і початок насиджування припадають зазвичай на останні дні травня. В північних частинах гніздового ареалу насиджування звичайно відбувається в червні і на початку липня, вилуплювання пташенят — між двадцятими числами червня і липня. Загалом гніздовий період у мородунок триває близько двох місяців. Пташенята вилуплюються не одночасно. Від гнізда відводять обидва птахи з пари дуже ретельно, іноді самка, прикидаючись пораненою, наближається до людини на два-три метри. Самки можуть ховати пуховичків у себе під черевом, розставивши ноги і розпустивши крила. Осінній переліт мородунок починається ще в першій половині липня.

## Живлення
Зоофаги, живляться комахами (основну частину їх раціону складають імаго, плавунцеві, туруни, довгоносики, листоїди і ін.), також до раціону мородунок входять молюски, ракоподібні, павукоподібні та кільчасті черви.
У шлунках мородунок міститься велика кількість гастролітів, що допомагають перетравити спожиту їжу.

## Охорона
Для збереження виду необхідне припинення злочинної практики «меліорації» боліт, забудови берегів річок та прибережних ділянок, заборона полювання на даний вид, відновлення та охорона водно-болотних угідь. Мородунка перебуває під захистом Угоди AEWA та Бернської конвенції.